# Patrick Nys
Pour les articles homonymes, voir Nys.
Patrick Nys, né à Turnhout le 25 janvier 1969, est un joueur de football belge actif durant les années 1990 et 2000. Il évoluait au poste de gardien de but et s'est reconverti comme entraîneur de gardiens après sa carrière de joueur.

## Carrière en club
Patrick Nys fait ses débuts en équipe première du Lierse en 1986. À l'époque, le club vient d'être relégué en Division 2 et le jeune gardien remplaçant ne dispute que six rencontres en championnat. Malgré tout, ses bonnes prestations attirent l'attention du Beerschot, une équipe de première division, qui le recrute durant l'été. Il reste trois ans au Kiel mais ne dispute qu'un match officiel. En 1990, il part au KVVOG Vorselaar, un club de Promotion pour y relancer sa carrière mais il ne joue que sept rencontres et quitte le club après une saison.
Patrick Nys s'engage alors avec le KSC Hasselt qui milite en Division 3. Deuxième dans la hiérarchie des gardiens à son arrivée, il joue peu lors de sa première saison au club mais gagne sa place de titulaire durant la saison 1992-1993. À nouveau très peu utilisé la saison suivante, il quitte le club en fin d'exercice et signe au K Beringen FC, un autre club de troisième division. Il y est d'emblée titulaire et dispute pratiquement toutes les rencontres du championnat, inscrivant notamment le seul but de sa carrière. Après un an, il est engagé durant l'été 1995 par le KFC Turnhout et retrouve ainsi la Division 2. Il y est un titulaire indiscutable pendant deux ans, ce qui lui permet d'obtenir un transfert au KFC Lommelse SK durant l'été 1997.
De retour en première division, Patrick Nys est le premier choix de son entraîneur pour le poste de gardien. Il découvre également les compétitions européennes en participant à deux rencontres de la Coupe Intertoto 1997. Après deux saisons, son club formateur, le Lierse, fait appel à lui pour remplacer Stanley Menzo, parti au PSV Eindhoven. Il défend les filets lierrois durant un an, disputant un match du premier tour de la Coupe UEFA 1999-2000 face au FC Zürich. En fin de saison, âgé de 31 ans, il décide de tenter une aventure à l'étranger et s'engage avec le Gençlerbirliği SK, qui évolue en première division turque. Il y est le premier gardien pendant deux saisons puis décide de ne pas prolonger son contrat et rentre en Belgique en 2002.
Il s'engage avec le KFC Dessel Sport, qui milite en Division 2. Il y joue durant un an puis part au FC Brussels, avec lequel il remporte le titre de champion de deuxième division dès sa première saison au club. À 35 ans, Patrick Nys revient au plus haut niveau national. Il y joue encore durant quatre saisons, la plupart du temps comme titulaire à son poste. Au terme de la saison 2007-2008, le club termine dernier et doit redescendre en deuxième division. Le joueur décide alors de mettre un terme à sa carrière de joueur, à l'âge de 39 ans. Il reste encore deux ans dans le noyau bruxellois comme troisième gardien et entraîneur des gardiens mais il ne joue plus.
En janvier 2011, Patrick Nys est nommé entraîneur des gardiens au Lierse. Il est nommé au même poste au K Saint-Trond VV en juillet 2014. Après un peu moins de deux saisons, il est écarté avec le reste du staff technique de l'équipe trudonnaire et retourne alors au Lierse.

### Statistiques
| Saison                | Club                  | Championnat           | Championnat | Championnat | Coupe nationale | Coupe nationale | Coupe de la Ligue | Coupe de la Ligue | Supercoupe | Supercoupe | Compétition(s) continentale(s) | Compétition(s) continentale(s) | Compétition(s) continentale(s) | Total | Total |
| Saison                | Club                  | Division              | M.          | B.          | M.              | B.              | M.                | B.                | M.         | B.         | Comp.                          | M.                             | B.                             | M.    | B.    |
| 1986-1987             | K Lierse SK           | Division 2            | 5           | 0           | 1               | 0               | 0                 | 0                 | 0          | 0          | -                              | 0                              | 0                              | 6     | 0     |
| Sous-total            | Sous-total            | Sous-total            | 5           | 0           | 1               | 0               | 0                 | 0                 | 0          | 0          | -                              | 0                              | 0                              | 6     | 0     |
| 1987-1988             | K Beerschot VAC       | Division 1            | 0           | 0           | 0               | 0               | 0                 | 0                 | 0          | 0          | -                              | 0                              | 0                              | 0     | 0     |
| 1988-1989             | K Beerschot VAC       | Division 1            | 1           | 0           | 0               | 0               | 0                 | 0                 | 0          | 0          | -                              | 0                              | 0                              | 1     | 0     |
| 1989-1990             | K Beerschot VAC       | Division 1            | 0           | 0           | 0               | 0               | 0                 | 0                 | 0          | 0          | -                              | 0                              | 0                              | 0     | 0     |
| Sous-total            | Sous-total            | Sous-total            | 1           | 0           | 0               | 0               | 0                 | 0                 | 0          | 0          | -                              | 0                              | 0                              | 1     | 0     |
| 1990-1991             | KVVOG Vorselaar       | Promotion             | 6           | 0           | 1               | 0               | 0                 | 0                 | 0          | 0          | -                              | 0                              | 0                              | 7     | 0     |
| Sous-total            | Sous-total            | Sous-total            | 6           | 0           | 1               | 0               | 0                 | 0                 | 0          | 0          | -                              | 0                              | 0                              | 7     | 0     |
| 1991-1992             | KSC Hasselt           | Division 3            | 4           | 0           | 1               | 0               | 0                 | 0                 | 0          | 0          | -                              | 0                              | 0                              | 5     | 0     |
| 1992-1993             | KSC Hasselt           | Division 3            | 23          | 0           | 2               | 0               | 0                 | 0                 | 0          | 0          | -                              | 0                              | 0                              | 25    | 0     |
| 1993-1994             | KSC Hasselt           | Division 3            | 2           | 0           | 0               | 0               | 0                 | 0                 | 0          | 0          | -                              | 0                              | 0                              | 2     | 0     |
| Sous-total            | Sous-total            | Sous-total            | 29          | 0           | 3               | 0               | 0                 | 0                 | 0          | 0          | -                              | 0                              | 0                              | 32    | 0     |
| 1994-1995             | K Beringen FC         | Division 3            | 29          | 1           | 0               | 0               | 0                 | 0                 | 0          | 0          | -                              | 0                              | 0                              | 29    | 1     |
| Sous-total            | Sous-total            | Sous-total            | 29          | 1           | 0               | 0               | 0                 | 0                 | 0          | 0          | -                              | 0                              | 0                              | 29    | 1     |
| 1995-1996             | KFC Turnhout          | Division 2            | 34          | 0           | 3               | 0               | 0                 | 0                 | 0          | 0          | -                              | 0                              | 0                              | 37    | 0     |
| 1996-1997             | KFC Turnhout          | Division 2            | 34          | 0           | 0               | 0               | 0                 | 0                 | 0          | 0          | -                              | 0                              | 0                              | 34    | 0     |
| Sous-total            | Sous-total            | Sous-total            | 68          | 0           | 3               | 0               | 0                 | 0                 | 0          | 0          | -                              | 0                              | 0                              | 71    | 0     |
| 1997-1998             | KFC Lommelse SK       | Division 1            | 33          | 0           | 1               | 0               | 0                 | 0                 | 0          | 0          | C4                             | 2                              | 0                              | 36    | 0     |
| 1998-1999             | KFC Lommelse SK       | Division 1            | 29          | 0           | 1               | 0               | 1                 | 0                 | 0          | 0          | C4                             | 0                              | 0                              | 31    | 0     |
| Sous-total            | Sous-total            | Sous-total            | 62          | 0           | 2               | 0               | 1                 | 0                 | 0          | 0          | -                              | 2                              | 0                              | 67    | 0     |
| 1999-2000             | K Lierse SK           | Division 1            | 27          | 0           | 4               | 0               | 0                 | 0                 | 1          | 0          | C3                             | 1                              | 0                              | 33    | 0     |
| Sous-total            | Sous-total            | Sous-total            | 27          | 0           | 4               | 0               | 0                 | 0                 | 1          | 0          | -                              | 1                              | 0                              | 33    | 0     |
| 2000-2001             | Gençlerbirliği SK     | Division 1            | -           | -           | -               | -               | -                 | -                 | -          | -          | -                              | -                              | -                              | 0     | 0     |
| 2001-2002             | Gençlerbirliği SK     | Division 1            | -           | -           | -               | -               | -                 | -                 | -          | -          | C3                             | -                              | -                              | 0     | 0     |
| Sous-total            | Sous-total            | Sous-total            | 61          | 0           | 0               | 0               | 0                 | 0                 | 0          | 0          | -                              | 0                              | 0                              | 61    | 0     |
| 2002-2003             | KFC Dessel Sport      | Division 2            | 31          | 0           | 3               | 0               | 0                 | 0                 | 0          | 0          | -                              | 0                              | 0                              | 34    | 0     |
| Sous-total            | Sous-total            | Sous-total            | 31          | 0           | 3               | 0               | 0                 | 0                 | 0          | 0          | -                              | 0                              | 0                              | 34    | 0     |
| 2003-2004             | FC Brussels           | Division 2            | 34          | 0           | 3               | 0               | 0                 | 0                 | 0          | 0          | -                              | 0                              | 0                              | 37    | 0     |
| 2004-2005             | FC Brussels           | Division 1            | 18          | 0           | 1               | 0               | 0                 | 0                 | 0          | 0          | -                              | 0                              | 0                              | 19    | 0     |
| 2005-2006             | FC Brussels           | Division 1            | 33          | 0           | 1               | 0               | 0                 | 0                 | 0          | 0          | -                              | 0                              | 0                              | 34    | 0     |
| 2006-2007             | FC Brussels           | Division 1            | 21          | 0           | 0               | 0               | 0                 | 0                 | 0          | 0          | -                              | 0                              | 0                              | 21    | 0     |
| 2007-2008             | FC Brussels           | Division 1            | 12          | 0           | 0               | 0               | 0                 | 0                 | 0          | 0          | -                              | 0                              | 0                              | 12    | 0     |
| Sous-total            | Sous-total            | Sous-total            | 118         | 0           | 5               | 0               | 0                 | 0                 | 0          | 0          | -                              | 0                              | 0                              | 123   | 0     |
| Total sur la carrière | Total sur la carrière | Total sur la carrière | 437         | 1           | 22              | 0               | 1                 | 0                 | 1          | 0          | -                              | 3                              | 0                              | 464   | 1     |

### Palmarès
- 1 fois champion de Belgique de Division 2 en 2004 avec le FC Brussels